# 盘腔属
盘腔属（學名：Chenocoelium）为同盘科的寄生动物:184。营寄生生活，宿主水牛、黄牛、山羊等偶蹄目物種，寄生于其瘤胃。

## 分佈
本屬物種分佈於南亞、東南亞及華南地區。

## 物種
- 江西盘腔吸虫 Chenocoelium kiangsiensis (Wang, 1966)[1]:185[2]
- 直肠盘腔吸虫 Chenocoelium orthocoelium (Fischoeder, 1901)[1]:186

## 外部連結
- 維基物種上的相關：盘腔属